# 오경훈
오경훈(吳慶勳, 1964년 3월 8일~)은 대한민국의 정치인이다. 제16대 국회의원을 지냈다.

## 학력
- 대구신암초등학교 졸업
- 영동중학교 졸업
- 용문고등학교 졸업
- 서울대학교 외교학과 졸업

## 경력
- 1986년 : 서울대학교 총학생회장
- 내일신문 정치부 기자
- 2000년 ~ 2007년 : 한나라당 양천(을) 지구당 위원장
- 2003년 ~ 2004년 : 한나라당 국회의원
- 2003년 ~ 2004년 : 한나라당 원내부총무
- 2006년 ~ 2007년 : 한나라당 홍보기획본부장
- 2008년 ~ 2012년 : LG디스플레이 상임고문
- ~ 2017년 2월 새누리당
- 2010년 : 포럼 국태민안 공동대표
- 2013년 : 명지대학교 연구교수
- 2017년 2월 ~ 2019년 7월 자유한국당
- 2019년 7월 ~ 2020년 2월 우리공화당 대표비서실장
- 2019년 9월 ~ 2020년 2월 우리공화당 사무총장
- 2020년 2월 ~ 2020년 6월 : 친박신당 사무총장
- 2021년 8월 ~ 2021년 9월 : 국민의힘 최재형 제20대 대통령 선거 예비후보 열린캠프 종합상황실 정무실장
- 2021년 12월 ~ 2022년 1월: 국민의힘 살리는 선거대책위원회 총괄특보단 기획특보단 기획특보
- 국민의힘 정당원
- 국민의힘 서울시당 양천을 당협위원장
- 국민의힘 중앙연수원 교수
- 2025년 5월~2025년 6월: 제21대 대통령 선거 국민의힘 김문수 대통령 후보 자문 및 보좌 기관 특보단 정무특보
- 2025년 5월 ~ : 대한민국헌정회 환경노동위원회 위원장

## 전과
- 국가보안법위반, 집회및시위에관한법률위반: 징역 1년 6월, 집행유예 2년, 자격정지 1년 6월 - 1987년 5월 4일 선고[1]
- 교통사고처리특례법위반, 도로교통법위반: 벌금 2,000,000원 - 1997년 3월 14일 선고[1]
- 교통사고처리특례법위반, 도로교통법위반(음주운전): 벌금 2,000,000원 - 2000년 3월 10일 선고[1]

## 역대 선거 결과
|  | 44.10% |

|  | 48.80% |

|  | 39.60% |

|  | 39.60% |

|  | 46.72% |

|  | 0.51% |

|  | 42.52% |

## 같이 보기
- 양천구 을
- 서울 양천구의 국회의원